# Hornpilzverwandte
Die Hornpilzverwandte (Onygenaceae) sind eine Pilz-Familie aus der Ordnung der Onygenales. Viele ihrer Arten leben auf Horn oder Federn.

## Merkmale
Die Hornpilzverwandte bilden als Fruchtkörper kleine kugelige Kleistothecien aus, die bei manchen Arten gestielt und groß sein können. Sie sind mit einem dünnen, vielgestaltigen Peridium bedeckt, das hyalin oder hell gefärbt ist und normalerweise netzartig geformt ist, manchmal aber auch pseudoparenchymatisch. Die Schläuche enthalten acht Ascosporen und sind klein, kugelig, dünnwandig und schnell vergänglich und entstehen vermutlich aus krummstabartig eingerollten Vorstufen. Die Ascosporen sind abgeplattet oder bohnenförmig (allantoid), körnig oder netzartig, oft gelblich und unseptiert. Sie besitzen keine gelatinöse Hülle oder Anhängsel.
Die Nebenfruchtform sind hyphomycetisch meist wie Chrysosporium oder Malbranchea. Die dickwandigen Konidien sind thallisch ausgebildet und oft ornamentiert. Sie bilden sich aus Seitenverzweigungen oder interkalarisch an hyalinen fertilen Hyphen.

## Ökologie und Verbreitung
Die Hornpilzverwandten leben auf Substraten, die Keratin enthalten, wie Horn oder Federn. Wenige Arten können auch Hautinfektionen auslösen, die meisten sind aber harmlos. Sie sind sehr weit verbreitet, besonders in wärmeren Gebieten.

## Taxonomie
Die Hornpilzverwandte wurden bereits 1833 von Gilbert Thomas Burnett und dann noch einmal 1857 von Miles Joseph Berkeley beschrieben. Daher ist Burnett der Erstautor. Es kommen 29 Gattungen vor.
- Amauroascus
- Aphanoascus
- Apinisia
- Arachnotheca
- Ascocalvatia
- Auxarthron
- Bifidocarpus
- Byssoonygena
- Chlamydosauromyces
- Kuehniella
- Leucothecium
- Monascella
- Nannizziopsis
- Neoarachnotheca
- Neogymnomyces
- Onygena
- Pectinotrichum
- Polytolypa
- Pseudoamauroascus – position uncertain
- Renispora
- Spiromastix
- Testudomyces
- Uncinocarpus
- Xanthothecium

Folgende Gattungen sind nur als Nebenfruchtform bekannt:
- Chrysosporium
- Coccidioides
- Histoplasma
  - Histoplasma capsulatum